# 鹌鹑之丘

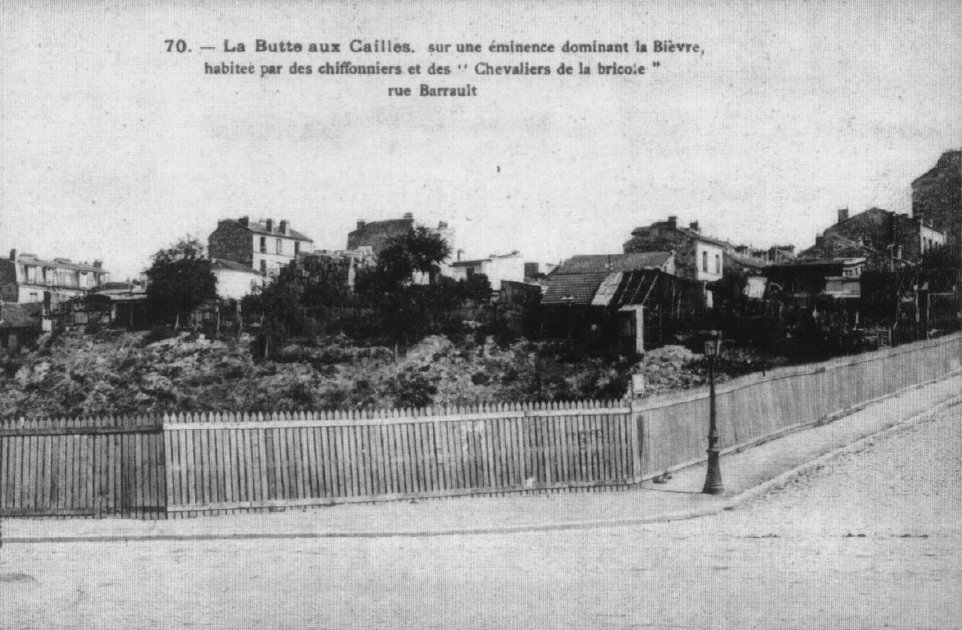
鹌鹑之丘旧照

鹌鹑之丘（法語：Butte-aux-Cailles，法語發音：[byt o kaj]）是法国巴黎的一个山顶社区，位于巴黎东南部的十三区。该区得名于1543年购买此地葡萄园的皮埃尔·卡耶（Pierre Caille）先生。
历史上，此处曾有比耶夫尔河，是一个重要的皮革业中心。
今天，鹌鹑之丘演变为一个年轻，时尚的区域，拥有许多小酒吧和小餐馆，并仍保留其部分村庄的氛围。
48°49′41″N 2°21′09″E / 48.82806°N 2.35250°E